# Saison 19 de Joséphine, ange gardien
Chronologie
Saison 18 Saison 20
Cet article présente les épisodes de la dix-neuvième saison de la série télévisée Joséphine, ange gardien.

## Liste des épisodes

### Épisode 1:Graines de chef
- Belgique : 21 octobre 2018 sur La Une
- Suisse : 25 septembre 2018 sur RTS Un
- France : 22 octobre 2018 sur TF1

- Belgique :  251 576 téléspectateurs [1]
- France :  4,24 millions de téléspectateurs (soit 18,3 % de part d'audience) [2]

- Jeanne-Marie Ducarre : Chloé Dumay
- Christian Vadim : Chef Jérôme Aubrac
- Marie Barraud : Lydia Aubrac, organisatrice du concours Aubrac
- Nassim Boutelis : Marco Fadel, élève de l’Académie Aubrac
- Roxane Potereau : Inès Caillet, élève de l’Académie Aubrac
- Bryan Trésor : Stan Dorand, élève d’une académie concurrente
- Frédéric Boismoreau : Daniel Benouville, membre du jury
- Ophélie Koering : Hélène Romain, membre du jury
- Laurent Paolini : Jacques Riou, membre du jury
- Sandra Valentin : Louise Dumay, la maman de Chloé
- Guillaume Arnault : Alex, le petit ami de Chloé, dealer de cocaïne
- Yannik Mazzilli : Valentin Boni, le chef de l’académie de Stan, qui a remporté le dernier concours
- Mathieu Morel : l’élève parti à la recherche de Joséphine
- Thierry Marx : lui-même (participation exceptionnelle)

Profession de Joséphine : Joséphine est chef de cuisine. Marraine du concours « Graines de chef », elle est chargée de coacher les élèves lors des épreuves.

### Épisode 2:1998-2018, Retour vers le futur
- Belgique : 28 octobre 2018 sur La Une
- Suisse : 10 novembre 2018 sur RTS Un
- France : 12 novembre 2018 sur TF1

- Belgique :  319 470 téléspectateurs [1]
- France :  3,74 millions de téléspectateurs (soit 17,2 % de part d'audience) [3]

- Omar Meftah : Ismaël
- Murielle Huet des Aunay : Nina
- Benjamin Brenière : Stan Gazovski
- Mariama Gueye : Magali, binôme de Laurent
- Romain Deroo : Laurent, binôme de Magali
- Arsène Jiroyan : Alexeï Gazovski, le père de Stan
- Patrice Juiff : Mr Disseaux
- Milo Mazé : Maxime
- Jérôme Paquatte : Fernand
- Morgan Malet : Paul
- Christian Karembeu : lui-même

Profession de Joséphine : Joséphine et Ismaël sont étudiants en architecture et demi-finalistes du challenge de design pour travailler chez Gazovski.
 Références de l’épisode :
Une rencontre ratée, une photo avec l’enfant qui disparaît… Le titre est un hommage et une référence directe au premier épisode de la trilogie Retour vers le futur.

### Épisode 3:Un Noël recomposé
- Belgique : 16 décembre 2018 sur La Une
- Suisse : 16 décembre 2018 sur RTS Un
- France : 18 décembre 2018 sur TF1

- Belgique :  281 870 téléspectateurs [1]
- France :  3,88 millions de téléspectateurs (soit 17 % de part d'audience) [4]

- Lisa Martino : Florence
- Catherine Allégret : Catherine Maubert, l’ex-belle-mère de Florence
- Christian Bujeau : Jean-Pierre Maubert, chocolatier, l’ex-beau-père de Florence
- Guillaume Denaiffe : Jérémie Maubert, l’ex-mari de Florence
- Déborah Krey : Julie, la nouvelle compagne de Jérémie
- Benoît Michel : Maxime, employé de la chocolaterie
- Sandrine Quétier : Mylène, la fille de Roger
- Caroline Bassac : Jade, la petite amie de Gaspard
- Gaspard Gevin-Hié : Gaspard Maubert, le fils aîné de Florence et Jérémie
- Meaulnes Lacoste : Jules, le fils de Mylène
- Giovanni Pucci : Noé Maubert, le fils cadet de Florence et Jérémie
- Laura Renoncourt : Cassandre, la fille de Mylène
- Dan Gutman : le gérant
- Gérard Boucaron : le vrai Père Noël
- Roland Magdane : Roger, un ami de Jean-Pierre et Catherine, Père Noël de la chocolaterie (participation exceptionnelle)

Profession de Joséphine : Joséphine travaille dans la chocolaterie Maubert.
Biographie de Joséphine :
Joséphine reçoit la lettre de Noé en main propre du Père Noël.

### Épisode 4:L'incroyable destin de Rose Clifton
- Belgique : 24 février 2019 sur La Une
- Suisse : 19 février 2019 sur RTS Un
- France : 8 avril 2019 sur TF1

- Belgique :  177 841 téléspectateurs [1]
- France :  4,33 millions de téléspectateurs (soit 19,2 % de part d'audience) [5]

- Charlie Nune : Rose Clifton
- Alexandre Varga : Terrence Wyatt, mercenaire, engagé par Jack Clifton
- Delphine Lacheteau : Lucy Clifton, la fille de Rose et de Jack
- Aurélie Bargème : Harriet Evans, ancienne prostituée, mère de Ben et future belle-mère de Lucy
- Willy Cartier : Yuma, l’Indien, compagnon de route de Terrence Wyatt
- Arsène Jiroyan : le curé
- Geoffroy Thiebaut : Ulysse Van Hoster, le banquier qui veut épouser Rose
- Jonathan Cardonnel : Shérif Ben Evans, le fiancé de Lucy
- Gabrielle Forest : Lauren Van Hoster, la sœur d’Ulysse, présidente du Charity Club
- Valentin Girma : Bishop, le jeune cow-boy qui a perdu au poker
- Stéphane Kopecky : Rodgers, un fermier menacé du village

- Le tournage s'est déroulé du 22 octobre 2018 au 14 novembre 2018, en Espagne dans la province d'Almería à Tabernas où a été notamment tourné Le Bon, la Brute et le Truand. À  l'origine, cet épisode s'intitulait Le bon, la brute et l'ange gardien.
- L'actrice Gabrielle Forest apparaît pour la 3e fois dans la série.
- Alexandre Varga a déjà joué le rôle de Laurent Pasquier dans l’épisode Liouba

Profession de Joséphine : Joséphine est chanteuse de saloon et croupière de la table de poker.

### Épisode 5:Enfin Libres!
- Belgique : 20 août 2019 sur La Une
- Suisse : 18 juin 2019 sur RTS Un
- France : 26 août 2019 sur TF1

- Belgique :  213 089 téléspectateurs [1]
- France :  3,39 millions de téléspectateurs (soit 17,5 % de part d'audience) [6]

- Souleymane Touré : Scipion
- Ricky Tribord : César
- Fabrice de la Villehervé : Jean-Charles d'Orvilliers, avocat
- Sandrine Salyères : Vénus, employée de maison
- Charline Antunes : Mlle Lison, jeune maîtresse de maison
- Owen Kanga : Félix, jeune esclave de maison
- Luc Gentil : M. de Loyola, le maître de maison et grand-père de Lison
- Vincent Jouan : Roland, l’intendant de la plantation
- Jean-Emmanuel Emile : Pompée, contremaître de la plantation, chargé du fouet

Profession de Joséphine : Joséphine est gouvernante dans une plantation d’esclaves.
Biographie de Joséphine : Joséphine confie avoir tutoyé le général de Gaulle.